# Лине Кобербьол
Лине Кобербьол (на датски: Lene Kaaberbøl) е датска писателка, авторка на произведения в жанровете детска литература, криминален роман и фентъзи.

## Биография и творчество
Лине Кобербьол е родена на 24 март 1960 г. в Копенхаген, Дания. Израства в Ютландия, предимно в Малинг, на юг от Орхус. От малка чете много фантастична литература. На петнайсет години пише и публикува първите си книги от поредица за Тина, влюбено в конете момиче. На осемнайсет години е вдъхновена от произведенията на Дж. Р. Р. Толкин и Урсула Ле Гуин.
Завършва университета в Орхус през 1985 г. с магистърска степен по английска филология и драма. След дипломирането си работи като учител в гимназия в Шеланд, преводач, копирайтър и редактор в издателска компания.
Първият ѝ роман от поредицата „Катриона“ е публикуван през 1992 г.
През 2000 г. е публикуван първият ѝ роман „Дъщерята на жрицата“ от фентъзи поредицата „Жрицата на срама“. Главна героиня е Дина, дъщерята на Жрицата, която има способността да прониква в съкровените тайни на хората. Съдбата ѝ я сблъсква с Ордена на дракона, в разкриването на кърваво престъпление, сред върволица от напрегнати и страховити събития. Романът става бестселър. През 2015 г. той е екранизиран във филма „Дъщерята на ясновидката“ с участието на Якоб Офтебро, Алън Хайд, Мария Бонви, Сьорен Малинг и Роланд Мьолер.
През 2002 г. е издаден първият роман „Сърцето на саламандъра“ от поредицата „W.i.t.c.h.“. Книгите са романизация на популярния анимационен сериал „Уич“.
През 2004 г. получава наградата на библиотерското общество за детска книга.
През 2008 г. е издаден в съавторство с писателката Агнета Фрийс първият ѝ криминален роман „Drengen i kufferten“ (Момчето в куфара) от подицата „Нина Борг“. Романът е удостоен с наградата „Харалд Могенсен“ за най-добър датски криминален роман.
Произведенията на писателката са издадени в над 30 страни по света.
Съсобственик е на издателската компания „Phabel & Plott ApS“. Играе петанк и печели второ място на световно първенство във Франция през 2000 г.
Лине Кобербьол живее на остров Сарк.

## Произведения

### Самостоятелни романи
- Skyggeporten (2006)

### Серия „Тина и конете“ (Tina og hesten)
1. Tina og Sunny (1975)
2. Tina og Handsome Joy (1975)
3. Tinas hestepensionat (1976)
4. Tinas rideskole (1977)

### Серия „Катриона“ (Katriona)
1. Sølvhesten – historien om Katriona Teresadatter (1992)
2. Hermelinen – historien om Katriona Trivallia (1994)
3. Isfuglen – historien om Katriona Bredinari (2000)

### Серия „Жрицата на срама“ (Skammer-bøgerne)
1. Skammerens datter (2000)
Дъщерята на жрицата, изд. ИК „Персей“, София (2006), прев. Неда Димова
2. Skammertegnet (2001)
Знакът на жрицата, изд. ИК „Персей“, София (2007), прев. Неда Димова
3. Slangens gave (2001)
Дарът на змията, изд. ИК „Персей“, София (2008), прев. Неда Димова
4. Skammerkrigen (2003)
Войната на жриците, изд. ИК „Персей“, София (2010), прев. Неда Димова

### Серия „W.i.t.c.h.“ (W.I.T.C.H.)
1. Salamanderens hjerte (2002)
Сърцето на саламандъра, изд.“ Егмонт България“, София (2003), прев. Светлана Комогорова
2. Stilnerens musik (2002)
Властта на музиката, изд.“ Егмонт България“, София (2003), прев. Светлана Комогорова
3. Havets ild (2002)
Воден огън, изд.“ Егмонт България“, София (2003), прев. Светлана Комогорова
4. Grøn magi (2002)
Зелено сияние, изд.“ Егмонт България“, София (2003), прев. Светлана Комогорова
5. Den Grusomme Kejserinde (2002)
Жестоката императрица, изд.“ Егмонт България“, София (2003), прев. Светлана Комогорова

### Серия „Счупената сфера“ (Krystalfuglene)
1. Stenfalken (2003)
Каменният сокол, изд.“ Егмонт България“, София (2004), прев. Светлана Комогорова
2. Ørnekløer (2003)
Жестокият орел, изд.“ Егмонт България“, София (2004), прев. Светлана Комогорова
3. Uglens skygge 2003)
Призракът на совата, изд.“ Егмонт България“, София (2004), прев. Светлана Комогорова
4. Den gyldne føniks (2003)
Златният феникс, изд.“ Егмонт България“, София (2004), прев. Светлана Комогорова

### Серия „Дива вещица“ (Vildheks)
1. Ildprøven (2010)
Дива вещица, изд.: Интерпринт, София (2015), прев. Ева Кънева
2. Viridians Blod (2011)
3. Kimæras Hævn (2011)
4. Blodsungen (2012)
5. Fjendeblod (2013)
6. Genkommeren (2014)

### Серия „Маделин Карно“ (Madeleine Karno)
1. Kadaverdoktoren (2010)
2. Det levende kød (2013)

### Серия „Нина Борг“ (Nina Borg) – сАгнета Фрийс
1. Drengen i kufferten (2008)
2. Et stille umærkeligt drab (2010)
3. Nattegalens Død (2011)

### Екранизации
- 2005 Jul i Valhal – ТВ сериал, 24 епизода, история
- 2015 Дъщерята на ясновидката, Skammerens datter
- 2017 Vildheks